# ロウ (アルバム)
『ロウ』（原題：Low）は、イギリスのミュージシャンであるデヴィッド・ボウイの10枚目のアルバム。
1977年1月14日にRCAレコードよりリリースされた。
1991年にEMI（米国ではRYKO）よりCD化され再発売されており、その際ボーナストラックとして未発表テイクが3曲追加収録されている。

## 解説
アメリカ、ロサンゼルスでのドラッグ浸けの日々からの脱却を図るためベルリン入りしたボウイが、ブライアン・イーノと共に創り上げた実験的作品。後半はすべてインストが占める。その結果、セールスを心配したレーベルの重役がボウイに「このアルバムはボツにして『ヤング・アメリカンズ』みたいな作品を作ってほしい」と手紙を書いたといわれている。黒人音楽に影響を受けた前2作とはまるで異なり、音楽的にはジャーマン・ロックからの影響が見られ、ボウイ自身も1979年のインタビューで、クラフトワークやタンジェリン・ドリームをよく聴いていたと語っている。先鋭的な内容のため、レコード会社の上層部は困惑したようだが、商業的にも全英2位、全米11位と成功を収めた。後に「ベルリン三部作」と呼ばれることになる作品群の第1弾であり、次作『英雄夢語り (ヒーローズ)』も、本作のコンセプトを踏襲して作られた。
本作に伴うツアーは行われなかったが、1978年のアイソラーII・ツアーで、本作収録曲の約半数が演奏された。
ボウイは、本作の制作と並行して、「ホワット・イン・ザ・ワールド」にも参加しているイギー・ポップのアルバム『イディオット』をプロデュースした。後に『レッツ・ダンス』に収録される「チャイナ・ガール」は、この時ボウイとイギーが共作し、『イディオット』で発表された曲。ボウイはその後、イギーのツアーにもキーボード奏者として帯同した。
1990年代には、フィリップ・グラスが本作の楽曲をオーケストラ化した。
『ローリング・ストーン誌が選ぶオールタイム・ベストアルバム500』（2020年版)において、206位にランクイン。
英音楽誌NMEは、本作から「サウンド・アンド・ヴィジョン」（2位）、「ビー・マイ・ワイフ」（22位）、「いつも同じ車で」（29位）の3曲を「NMEが選ぶデヴィッド・ボウイの究極の名曲1〜40位」に選んでいる。

## 収録曲
作詞は全てデヴィッド・ボウイ。作曲は注記しているものを除いて全てデヴィッド・ボウイ。
| #  | タイトル                                                               | 作詞・作曲                                                 | 時間 |
| -- | ---------------------------------------------------------------------- | ---------------------------------------------------------- | ---- |
| 1. | 「スピード・オブ・ライフ」(Speed of Life)                              |                                                            | 2:47 |
| 2. | 「壊れた鏡」(Breaking Glass)                                           | デヴィッド・ボウイ、デニス・デイヴィス、ジョージ・ムーレイ | 1:52 |
| 3. | 「ホワット・イン・ザ・ワールド」(What in the World)                    |                                                            | 2:23 |
| 4. | 「サウンド・アンド・ヴィジョン」(Sound and Vision)                     |                                                            | 3:03 |
| 5. | 「いつも同じ車で」(Always Crashing in the Same Car)                    |                                                            | 3:29 |
| 6. | 「ビー・マイ・ワイフ」(Be My Wife)                                     |                                                            | 2:56 |
| 7. | 「ニュー・キャリア・イン・ニュー・タウン」(A New Career in a New Town) |                                                            | 2:51 |

| #         | タイトル                            | 作詞・作曲                             | 時間  |
| --------- | ----------------------------------- | -------------------------------------- | ----- |
| 8.        | 「ワルシャワの幻想」(Warszawa)      | デヴィッド・ボウイ、ブライアン・イーノ | 6:20  |
| 9.        | 「アートの時代」(Art Decade)        |                                        | 3:44  |
| 10.       | 「嘆きの壁」(Weeping Wall)          |                                        | 3:26  |
| 11.       | 「サブテラニアンズ」(Subterraneans) |                                        | 5:39  |
| 合計時間: | 合計時間:                           | 合計時間:                              | 38:48 |

| #   | タイトル                                                                                              | 作詞・作曲 | 時間 |
| --- | --- | ---------- | ---- |
| 12. | 「サム・アー」(Some Are (Previously Unreleased))                                                      |            | 3:08 |
| 13. | 「聖者」(All Saints (Previously Unreleased))                                                          |            | 3:35 |
| 14. | 「サウンド・アンド・ヴィジョン（リミックス・ヴァージョン）」(Sound and Vision (Remixed version,1991)) |            | 4:37 |

## 曲解説

### A面
1. スピード・オブ・ライフ - Speed of Life
テレビ番組『衛星映画劇場』（NHK衛星第2）のオープニングテーマとして使用された。
2. 壊れた鏡 - Breaking Glass
3. ホワット・イン・ザ・ワールド - What in the World
4. サウンド・アンド・ヴィジョン - Sound and Vision
5. いつも同じ車で - Always Crashing in the Same Car
6. ビー・マイ・ワイフ - Be My Wife
7. ニュー・キャリア・イン・ニュー・タウン - A New Career in a New Town

### B面
1. ワルシャワの幻想 - Warszawa
2. アートの時代 - Art Decade
3. 嘆きの壁 - Weeping Wall
4. サブテラニアンズ - Subterraneans

### ボーナストラック
1. サム・アー - Some Are (Previously Unreleased)
2. 聖者 - All Saints (Previously Unreleased)
3. サウンド・アンド・ヴィジョン（リミックス・ヴァージョン） - Sound and Vision (Remixed version,1991)

## 参加ミュージシャン
- デヴィッド・ボウイ - ボーカル、ギター、ポンプベース、アープ、シンセサイザーストリングス（テープチェロ、テープホーン、テープブラス）、サクソフォーン、ハーモニカ、ピアノ、パーカッション、ヴィブラフォン、シロフォン
- ブライアン・イーノ - ボーカル、スプリンター・ミニモーグ、Report ARP、Rimmer EMI、guitar treatments、チェンバレン、ピアノ、シンセサイザー
- カルロス・アロマー - リズムギター
- リッキー・ガードナー - ギター
- ジョージ・ムーレイ - ベース
- デニス・デイヴィス - パーカッション
- エデュアード・メヤー - チェロ
- イギー・ポップ - バッキング・ボーカル
- メリー・ヴィスコンティ - バッキング・ボーカル
- ロイ・ヤング - ピアノ、ファーフィサ・オルガン
- ピーター・アンド・ポール - ピアノ、アープ